# Barra do Rocha
Barra do Rocha là một đô thị thuộc bang Bahia, Brasil. Đô thị này có diện tích 192,556 km², dân số năm 2007 là 6347 người, mật độ 32,96 người/km².